# Saint-James
Acest articol se referă la o comună din Franța. Pentru alte sensuri, a se vedea Saint James (dezambiguizare).
Saint-James este o comună în departamentul Manche, Franța. În 1 ianuarie 2022 avea o populație de 4.966 de locuitori.

## Articole conectate
- Lista comunelor din Manche